# Thermostabilité
L'adjectif thermostable désigne ce qui est stable à haute température. Il s'emploie pour désigner un matériau ou une molécule qui ne se dégrade pas à une température alors qu'à cette même température, les matériaux ou molécules similaires sont dénaturés ou détruits (ils sont thermolabiles).

## Polymères thermostables
Les polymères se dégradent en général à des températures relativement basses. On peut rarement utiliser un polymère au-delà de 120 °C. Il existe cependant des polymères qui restent stables à des températures relativement élevées. Les polymères thermostables peuvent être thermoplastiques ou thermodurcissables. Il existe plusieurs familles de polymères thermostables :
- Les polyaromatiques

La thermostabilité de ces polymères provient des cycles aromatiques de leurs chaînes squelettiques et des forces intermoléculaires fortes entre ces chaînes. Ces interactions ont lieu entre donneurs et accepteurs :
- si les donneurs sont des hétéroatomes (azote, oxygène) porteur d'un atome d'hydrogène, les accepteurs seront des hétéroatomes (azote, oxygène ou fluor) porteur de doublets libres. C'est le cas des liaisons hydrogène ;
- si le donneur est un azote, l'accepteur sera une fonction carbonyle car les atomes d'azote ont une densité électronique supérieure à celle des fonctions carbonyles.

Ces polymères sont caractérisés par une haute masse moléculaire et ont une température de transition vitreuse élevée. Ils peuvent être utilisés en continu à des températures allant jusqu'à 400 °C et en pointe jusqu'à 500 °C ainsi qu'à très basse température. Ces polymères sont utilisés principalement dans le domaine de l'aérospatiale et la microélectronique comme adhésifs, films, vernis et revêtements de protection.
| Polymère                       | Températures approx. d’utilisation | Exemples de produits commerciaux                                                                            |
| ------------------------------ | ---------------------------------- | --- |
| Polyimide aromatique           | 250 °C – 300 °C                    | Kapton et Vespel de DuPont, Upilex d'UBE, P84 d'Evonik Fibers, Meldin de Saint-Gobain Performance Plastics. |
| Aramide (polyamide aromatique) | 400 °C                             | Kevlar et Nomex de DuPont, Teijinconex, Twaron et Technora de Teijin.                                       |
| Polyamide-imide                | 400 °C                             | Torlan de Solvay Advanced Polymers et KermelTech de Kermel.                                                 |
| Polybenzimidazole (PBI)        | 260 °C – 400 °C                    | |
| Polyétheréthercétone (PEEK)    | 300 °C                             | |

- Le polytétrafluoroéthylène reste stable jusqu'à environ 320 °C.
- Silicones

## Composites thermostables
Les composites thermostables ont par exemple une composition carbone-carbone (fibres et matrice de carbone) ou céramique-céramique.

## Molécules biologiques thermostables
- Thermonucléases (désoxyribonucléase)
- Toxines : endotoxines

## Gels thermostables
Exemple : les alginates (gel alimentaire, code E400 à E405).